# 野沢町 (長野県)
野沢町（のざわまち）は、かつて長野県南佐久郡にあった町。現在の佐久市中部、千曲川左岸の東西に長い地域にあたる。

## 地理
- 河川：千曲川

## 歴史
- 1889年（明治22年）4月1日 - 町村制の施行により、跡部村・鍛冶屋村・高柳村・取出町村・野沢村・原村・本新町村・三塚村の区域をもって南佐久郡野沢村が発足。
- 1897年（明治30年）3月9日 - 野沢村が町制を施行して野沢町が発足する。
- 1954年（昭和29年）4月1日 - 南佐久郡大沢村・岸野村・桜井村・前山村と新設合併し、改めて野沢町が発足する。
- 1961年（昭和36年）4月1日 - 南佐久郡中込町・北佐久郡浅間町・東村と新設合併して佐久市が発足する。同日野沢町廃止。

## 経済
- 伴野酒造 - 1901年（明治34年）創業の日本酒メーカー。代表銘柄は「澤乃花」。
- 佐久鯉 - 千曲川の水で養殖される鯉のブランド。
- 野沢演芸館 - 1926年（大正15年）開館の劇場・映画館[1]。

## 教育
- 長野県野沢北高等学校
- 長野県野沢南高等学校

## 交通

### 道路
- 国道141号
- 主要地方道藤岡野沢線
- 主要地方道秩父野沢線
- 主要地方道茅野野沢線
- 主要地方道野沢信州新町線

## 名所・旧跡・観光スポット
- 大伴神社 - 神社。
- 成田山薬師寺 - 真言宗智山派の寺院。
- 金台寺 - 時宗の寺院。
- 伴野城跡（城山公園） - 野沢城の本丸にあたる史跡。

## 関連人物

### 出身者
- 並木和一 - 野沢村出身。地主、長野県会議員、貴族院多額納税者議員。
- 柳澤蔵之助 - 野沢町出身。海軍軍人。
- 佐藤森三 - 野沢村出身。山梨日日新聞記者、郷土史家。
- 武論尊 - 漫画原作者。代表作に「北斗の拳」[2][3]。

### ゆかりの人物
- 木村熊二 - キリスト教牧師、小諸義塾創設者。明治時代後期に居住。
- 大坪砂男 - 探偵小説作家。戦時中に疎開。